# Monanthes minima
Monanthes minima là một loài thực vật có hoa trong họ Crassulaceae. Loài này được (BOLLE) H. Christ miêu tả khoa học đầu tiên năm 1888.